# Republik Serbische Krajina
Die Republik Serbische Krajina (serbisch Република Српска Крајина Republika Srpska Krajina), kurz РСК/RSK, war ein international nicht anerkanntes De-facto-Regime, das während des Kroatienkrieges von 1991 bis 1995 mithilfe der Armee der Republik Serbische Krajina etwa ein Drittel des kroatischen Staatsgebietes kontrollierte. Sein Name bezog sich auf Vojna krajina, die serbische und kroatische Bezeichnung der österreichischen Militärgrenze.
Am 19. Dezember 1991 wurde zunächst ein Teil des Gebiets als unabhängiger Staat proklamiert mit der Absicht einer späteren Angliederung an die Republika Srpska und Serbien.
Zur Hauptstadt der RSK wurde Knin erklärt. Außerdem wurde eine eigene Währung geschaffen, der Dinar der Republik Serbische Krajina (serb. Dinar Republike Srpske Krajine). 1992 schlossen sich die serbisch kontrollierten Gebiete im Osten Slawoniens und in der Baranja der RSK an.
Ein großer Teil des Gebiets war Schauplatz eines Krieges mit Massakern an der Zivilbevölkerung, ethnischen Säuberungen und massiven Plünderungen. Tausende Menschen kamen ums Leben und Hunderttausende wurden zur Flucht gezwungen. Zerstörungen machten ganze Landstriche zu Ruinenlandschaften.
Die internationale Staatengemeinschaft richtete 1992 so genannte UN-Schutzzonen (United Nations Protected Areas, UNPAs) ein. Dies beruhigte die Lage etwas, auch wenn Waffenstillstandsabkommen immer wieder gebrochen wurden.
Im Großteil des Gebiets wurde im August 1995 im Zuge der Operation Oluja die staatliche Gebietshoheit Kroatiens hergestellt. Der restliche Teil des Gebietes in Ostslawonien wurde im Rahmen der UNTAES-Mission nach dem Abkommen von Erdut vom November 1995 bis 1998 friedlich integriert.
Vom Internationalen Strafgerichtshof für das ehemalige Jugoslawien wurden Führer der serbischen und der kroatischen Seite wegen Kriegsverbrechen verurteilt; die Verurteilungen der kroatischen Generäle wurden 2012 vom Berufungsgericht aufgehoben.

## Geographie

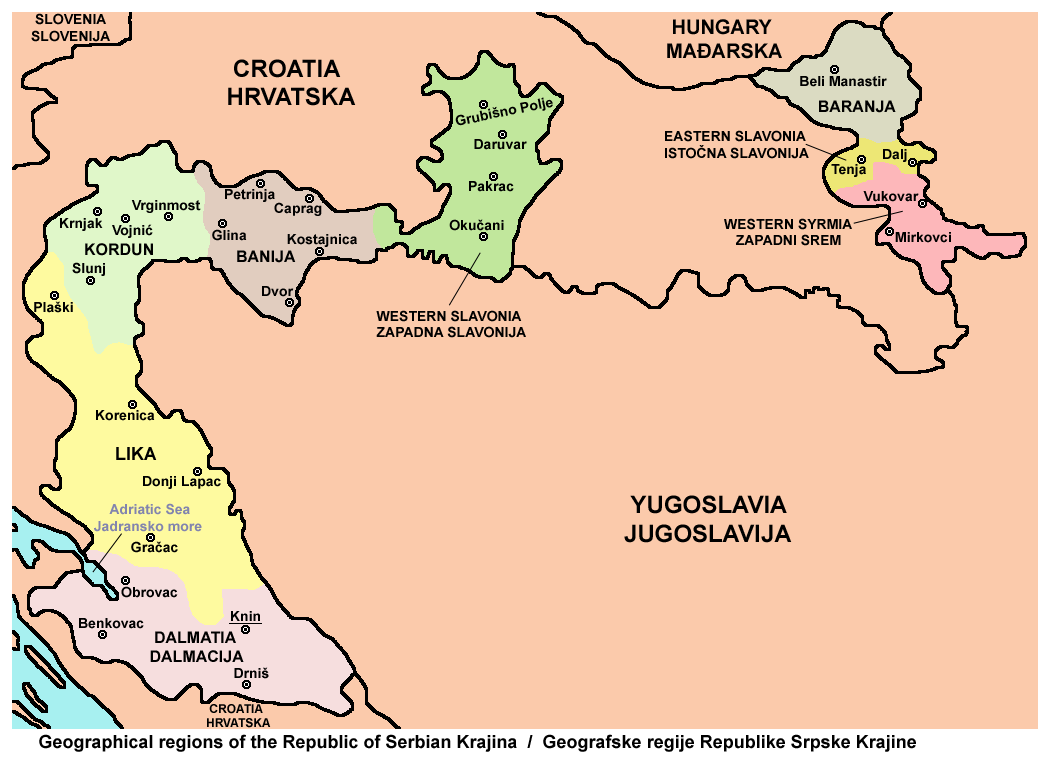
Die Regionen und Hauptorte auf dem Territorium der Republik Serbische Krajina.

Das Territorium der Republik Serbische Krajina setzte sich zusammen aus einem Gebiet von der Banija über den Kordun und die Lika bis ins Hinterland Norddalmatiens sowie aus Teilen West- und Ostslawoniens. Die drei Teile hatten nur über das serbisch kontrollierte Gebiet im Norden Bosniens bzw. die Bundesrepublik Jugoslawien Verbindung untereinander. Die faktische Grenze war die Waffenstillstandslinie, die dem Frontverlauf von Anfang 1992 entsprach.

## Bevölkerung

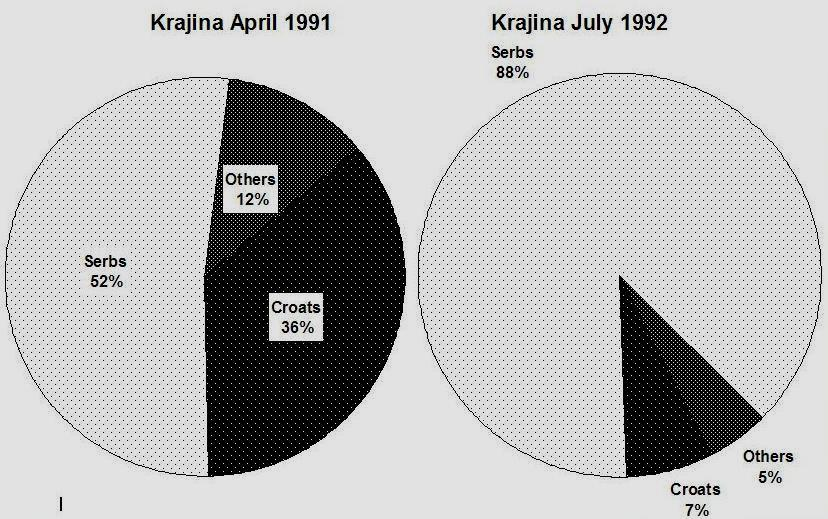
Bevölkerung im April 1991 und Juli 1992

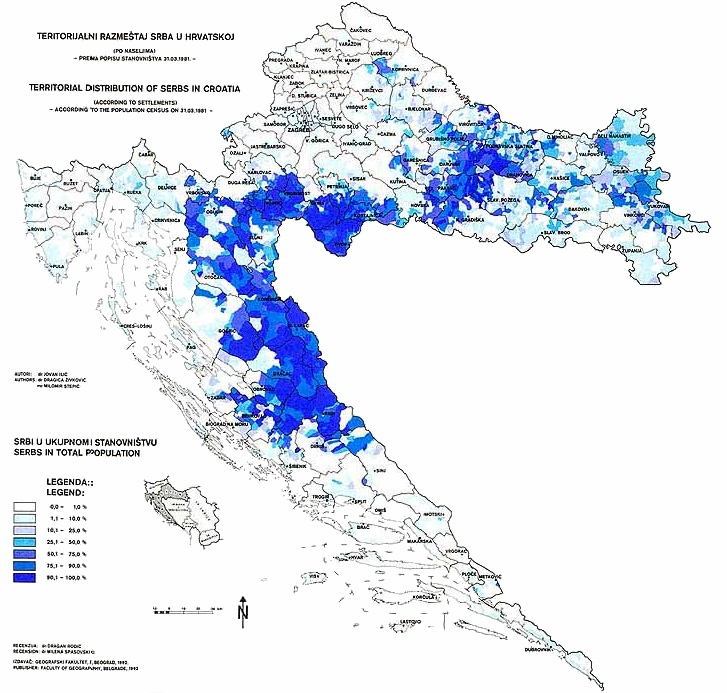
Serbische Bevölkerungsanteile in Kroatien 1981

Laut Ergebnis der Volkszählung von 1991 lebten im Frühjahr 1991 auf dem Gebiet der späteren Republik Serbische Krajina insgesamt etwa 470.000 Menschen, davon 246.000 Serben, 168.000 Kroaten und 56.000 Angehörige anderer Nationalitäten, wobei in den einzelnen später zur RSK gehörenden Landesteilen die jeweilige regionale Bevölkerungsverteilung (auf 100 gerundet) wie folgt war:
|                          | Serben           | Kroaten          | andere          | gesamt  |
| spätere RSK gesamt       | 245.800 (52,3 %) | 168.000 (35,8 %) | 55.900 (11,9 %) | 469.700 |
| UNPA-Sektor Nord und Süd | 170.100 (67 %)   | 70.700 (28 %)    | 13.100 (5 %)    | 253.900 |
| UNPA-Sektor West         | 14.200 (60 %)    | 6.900 (29 %)     | 2.600 (11 %)    | 23.700  |
| UNPA-Sektor Ost          | 61.500 (32 %)    | 90.500 (47 %)    | 40.200 (21 %)   | 192.200 |

Anmerkung: Diese Tabelle sollte nur zur überblickshaften Veranschaulichung dienen. Dabei wird außer Acht gelassen, dass die Bevölkerungszusammensetzung des betreffenden Gebietes äußerst inhomogen ist und es in nahezu jeder Ortschaft zum Teil bedeutende Minderheiten der einen oder anderen Volksgruppe gab.
In den ländlich geprägten Regionen (Knin, Kordun, Banija) stellten Serben mit 154.461 Personen 67 Prozent der Bevölkerung. In Slawonien insgesamt wurden 200.460 Serben gezählt. Dies entsprach 20 Prozent der Bevölkerung. Insgesamt waren dies 61 Prozent aller in Kroatien lebenden Serben.
Der Gründung der Republika Srpska Krajina gingen großflächige Vertreibungen (sog. „ethnische Säuberungen“) von über 170.000 nicht-serbischen Einwohnern, vorwiegend Kroaten, aus den betroffenen Gebieten voraus. Eine unbekannte Zahl von Zivilisten wurden darüber hinaus ermordet. Des Weiteren wurden viele in Gefangenenlagern festgehalten. Nur so konnte ein zusammenhängendes Gebiet mit serbischer Bevölkerungsmehrheit geschaffen werden.
Die Lebensbedingungen in den „Hafteinrichtungen“ sollen brutal und von unmenschlicher Behandlung, Überfüllung, Hunger, Zwangsarbeit, unzureichender medizinischer Versorgung und ständigen physischen und psychischen Übergriffen, einschließlich Scheinexekutionen, Folter, Schlägen und sexuellen Angriffen charakterisiert gewesen sein.
Etwa 5000 Bewohner der ostkroatischen Stadt Ilok, 20.000 Bewohner der Stadt Vukovar und 2500 Bewohner der Stadt Erdut sollen gewaltsam in Gefangenenlager gebracht worden sein.
Im Anschluss an die im Sommer 1995 durchgeführte Militäroperation Oluja („Sturm“), bei der die kroatische Armee das Gebiet der RSK eroberte, kam es wiederum zu Kriegsverbrechen und Verbrechen gegen die Menschlichkeit an Zivilisten. Laut UNO-Statistik flohen ca. 200.000 Krajina-Serben in die Republika Srpska, nach Serbien und Montenegro und in die UNTAES-Zone.

## Geschichte

### Vorgeschichte 1941–1990
Während des Zweiten Weltkriegs waren Krajina-Serben dem Völkermord im faschistischen Unabhängigen Staat Kroatien (NDH) in dem von den Achsenmächten besetzten Jugoslawien ausgesetzt, auf der anderen Seite wurden Bosniaken und Kroaten von den serbisch-monarchistischen Tschetniks verfolgt, die mit den italienischen faschistischen Besatzungstruppen im Kampf gegen Ustascha und Titopartisanen kollaborierten.
1943 erklärte die provisorische Regierung (ZAVNOH) Kroaten und Serben zu gleichberechtigten „Staatsvölkern“ in Kroatien. Auch nach den Änderungen der Verfassungsgesetze in Jugoslawien 1965 und 1974 wurden diese Rechte der serbischen Bevölkerung bekräftigt. 
Seit den 1980er Jahren hatte sich in Jugoslawien eine schwere Wirtschaftskrise entwickelt, in deren Verlauf auch das politische System Jugoslawiens in Frage gestellt wurde. Die diesbezüglichen Auseinandersetzungen hatten auch nationale Komponenten, die mit dem Wohlstandsgefälle zwischen den Teilrepubliken und sich zuspitzenden Verteilungskämpfen verbunden waren.

### Zerfall Jugoslawiens und Herausbildung der SAO Krajina 1990–1991
1990 fanden in allen Republiken mit Ausnahme von Serbien und Montenegro freie Wahlen statt, die jeweils von national orientierten Parteien gewonnen wurden. In Kroatien errang die damals nationalistische HDZ (Hrvatska demokratska zajednica „Kroatische Demokratische Union“) unter Franjo Tuđman die Mehrheit. Erklärte Zielsetzung der neuen Regierung war eine möglichst große Selbständigkeit Kroatiens innerhalb Jugoslawiens oder die völkerrechtliche Souveränität.
Diesem Ziel stand eine aggressive Politik des serbischen Präsidenten Slobodan Milošević gegenüber. Die HDZ fürchtete wie auch andere kroatische Parteien eine von Serbien ausgehende militärische Intervention der Jugoslawischen Volksarmee. Es wurden Gerüchte verbreitet, dass in Belgrad bereits Maßnahmen zur „Wiederherstellung der Ordnung“, d. h. der Unterdrückung aller demokratischen Bemühungen und nationalen Bestrebungen geplant waren. Dies verstärkte serbophobe Tendenzen in der kroatischen Öffentlichkeit.

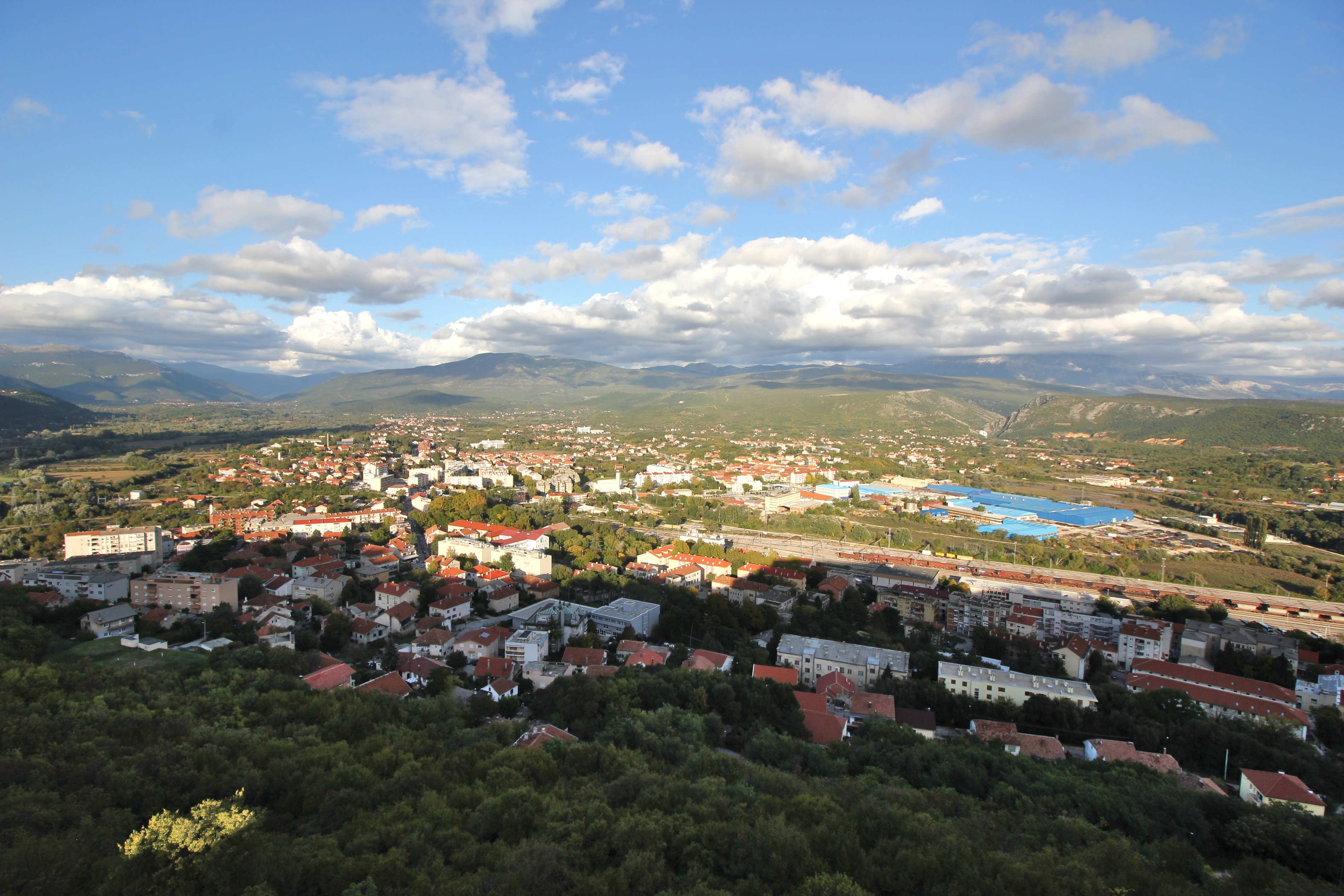
Blick auf Knin von der Festung

Der Führer der erst im Februar gegründeten serbischen Partei Srpska Demokratska Stranka (SDS), Jovan Rašković, sah zunächst eine positive Perspektive für die Serben in Kroatien und versuchte sich von den nationalistischen Kräften in seiner eigenen Partei abzugrenzen. In Gesprächen mit Tuđman versuchte er, Möglichkeiten für einen „historischen Kompromiss“ zwischen Kroaten und Serben auszuloten. Solche Versuche wurden aber bald von gewaltsamen Zwischenfällen überschattet. Am 13. Mai 1990, dem Sonntag nach den Parlamentswahlen in Kroatien, kam es bei einem Fußballspiel zwischen Dinamo Zagreb und Roter Stern Belgrad in Zagreb zu einer großen Schlägerei mit mehr als hundert Schwerverletzten. Wenige Tage später fand in Benkovac ein Attentatsversuch auf einen örtlichen SDS-Funktionär statt. Dies führte zur Radikalisierung innerhalb der SDS. Sie setzte die Mitarbeit ihrer wenigen Abgeordneten im kroatischen Parlament aus.
Die Regierung unter Tuđman stufte die rund 580.000 in Kroatien lebenden Serben in einer neuen Verfassung vom zweiten Staatsvolk zur Minderheit herab. Die Abschaffung der notwendigen Zweidrittelmehrheit bei nationalitätenpolitischen Beschlüssen des kroatischen Parlaments nährte Diskriminierungsängste der Serben und weckte Erinnerungen an den Ustascha-Staat im Zweiten Weltkrieg. Die zunehmende Tolerierung von Ustascha-Symbolen, die berufliche Diskriminierung von Serben, ein provokant-brutales Vorgehen der Polizei, nationalistische Agitation, die Verharmlosung serbischer Opfer im Zweiten Weltkrieg und eine wachsende Serbophobie heizten nationale Emotionen an. Sie wurden sowohl von kroatischen wie serbischen Politikern geschürt.
Die Situation spitzte sich besonders in der Region Knin zu. Hier hatten sich auf serbischer Seite die Machtverhältnisse zugunsten des radikalen Flügels in Person von Milan Babić, damals Bürgermeister von Knin, verschoben. Babić sprach sich für eine territoriale Autonomie der serbischen Minderheit aus. Am 25. Juli 1990 erklärte die Führung des serbischen Bevölkerungsteils um Milan Babić aufgrund der sich abzeichnenden kroatischen Verfassungsänderung die „Souveränität und Autonomie des serbischen Volkes in Kroatien“ und gründete einen so genannten Nationalrat. Nachdem es Mitte August 1990 während der so genannten Baumstammrevolution zu Straßenblockaden an den Grenzen der von Serben beanspruchten Gebiete gekommen war, führte ein Ende August in der Gegend von Knin organisiertes Referendum am 2. September 1990 zur Proklamation des Serbischen Autonomen Gebiets Krajina (Srpska autonomna oblast Krajina, SAO Krajina). Den kroatischen Behörden wurde die Legitimität abgesprochen und sie wurden an jeglichen Tätigkeiten in mehrheitlich serbisch besiedelten Gebieten gehindert.
Im März 1991 kam es zu ersten heftigen gewaltsamen Auseinandersetzungen zwischen der kroatischen Polizei auf der einen und serbischen Freischärlern auf der anderen Seite. Als Beginn wird oft der bewaffnete Zwischenfall bei den Plitvicer Seen genannt.

### Ausrufung der RSK
Am 19. Dezember 1991 erklärten die De-facto-Regierungen der SAO Krajina und des serbisch kontrollierten Ostslawoniens die Vereinigung zu einer unabhängigen Republik, da der Schutz durch die Jugoslawische Volksarmee nunmehr nicht mehr gegeben sei. Gleichzeitig führten Kroatien und die neu gegründete Republik Serbische Krajina eigene Währungen ein. In der Republika Srpska Krajina wurden die bisherigen Ortstafeln in lateinischer Schrift durch solche mit kyrillischen Ortsbezeichnungen ersetzt.
Ab dem 15. Januar 1992 folgte die Anerkennung der unabhängigen Republik Kroatien und somit auch die Anerkennung der territorialen Integrität Kroatiens nach und nach durch die damals 12 Staaten der EU, wie auch durch Österreich, Bulgarien, Kanada, Malta, Polen, die Schweiz und Ungarn. Zwei Tage zuvor wurde Kroatien noch vor allen EU-Staaten vom Heiligen Stuhl anerkannt. Die Republik Serbische Krajina war und blieb ein völkerrechtlich nicht anerkanntes Gebiet innerhalb des kroatischen Staatsterritoriums.

### Bestehen 1991–1995

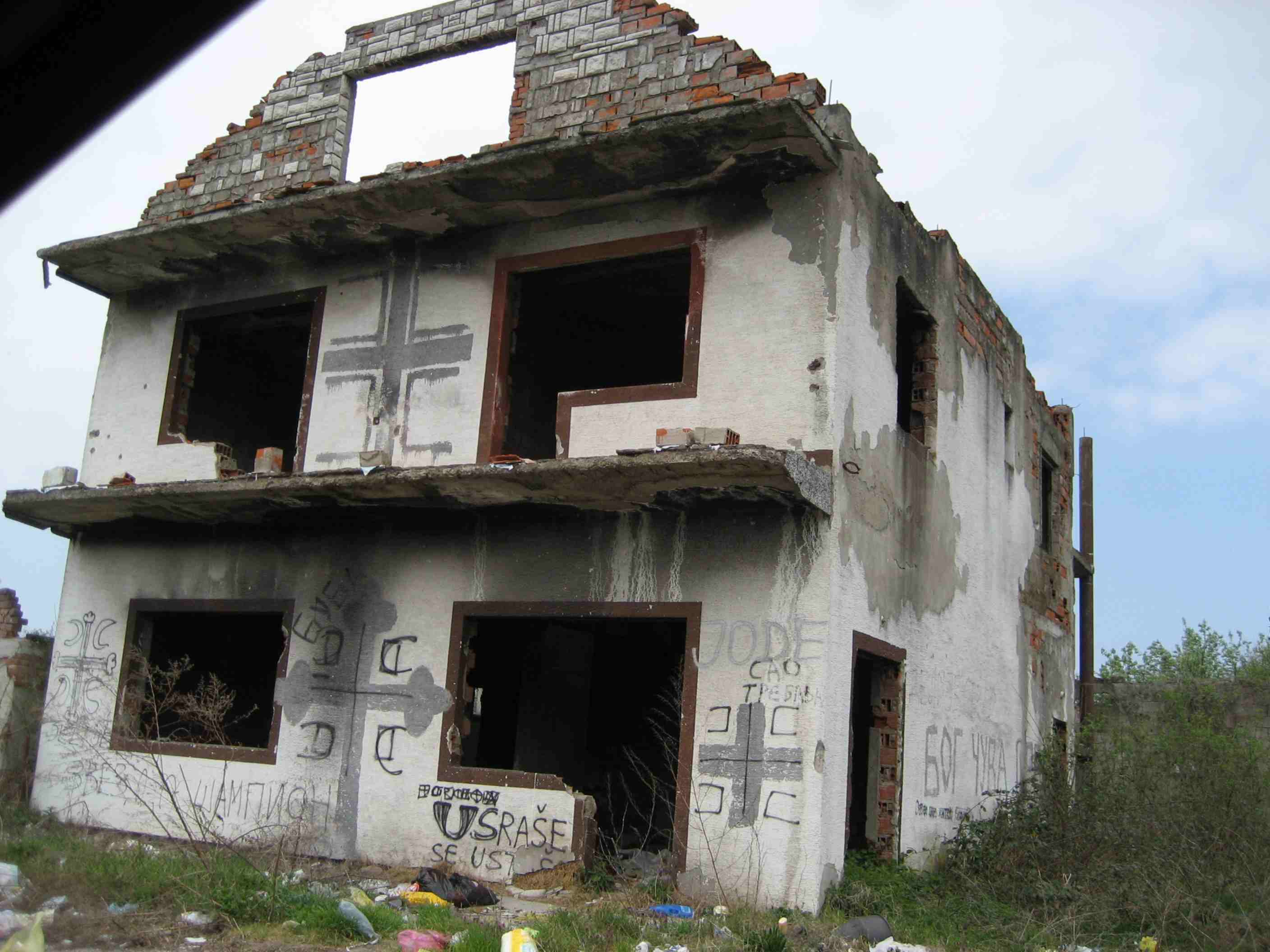
Zerstörtes Haus

Im weiteren Verlauf kam es nun auch zu Übergriffen gegen die Zivilbevölkerung. Zwischen August und Dezember 1991 wurden aus den serbisch kontrollierten Gebieten Kroatiens schätzungsweise 80.000 Kroaten und Muslime vertrieben. Neben Paramilitärs waren auch Verbände der Jugoslawischen Volksarmee (JNA) am Krieg beteiligt. Die Einheiten der JNA, die sich Ende Juli aus Slowenien nach Kroatien zurückgezogen hatten, intervenierten dabei immer offener auf Seiten der serbischen Minderheit, die auch von paramilitärischen Sondereinheiten (z. B. den in Verbindung mit der Regierung Serbiens stehenden „Roten Baretten“) unterstützt wurden.
An verschiedenen Orten fanden Massaker an der Zivilbevölkerung statt. Im Verlauf der Auseinandersetzungen gelegte Landminen stellen noch heute eine Bedrohung dar. Nachdem die Eroberung der beanspruchten Siedlungsgebiete in Kroatien und die Vertreibung der dortigen kroatischen Bevölkerung erreicht worden waren, unterzeichnete Milošević, als Vertreter der Serben, am 2. Januar 1992 einen vom US-Unterhändler Cyrus Vance vermittelten Waffenstillstand. Am 21. Februar 1992 wurde im Sicherheitsrat die Resolution 743 verabschiedet, die die Stationierung von Blauhelmsoldaten – der United Nations Protection Force (UNPROFOR) – zur Sicherung des Waffenstillstandes beschloss. Die UNPROFOR hatte dementsprechend in Kroatien ein traditionelles Mandat zur Friedenserhaltung inne. Die JNA zog sich anschließend auf den nächsten Kriegsschauplatz, nach Bosnien, zurück.
Waffenstillstand und UN-Schutzzonen

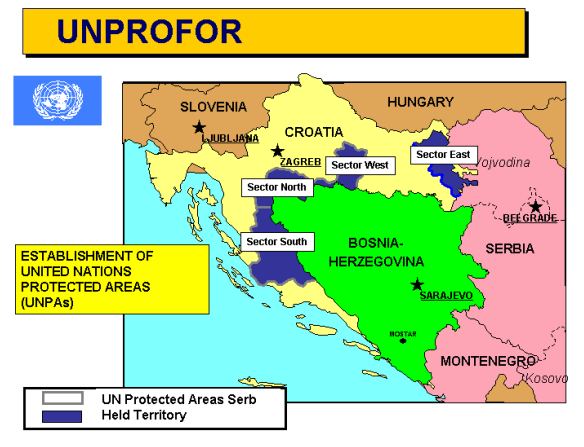
UN-Schutzzonen-Sektoren

Unter internationaler Vermittlung wurde Anfang 1992 ein Waffenstillstand geschlossen. Demnach verpflichtete sich die jugoslawische Armee, ihre Truppen aus Kroatien abzuziehen. In den umstrittenen Gebieten wurde eine Friedenstruppe der Vereinten Nationen (UNPROFOR) stationiert, nachdem der Vance-Owen-Plan von beiden Konfliktparteien akzeptiert worden war. Insgesamt entstanden vier Schutzzonen: Sektor Nord, Süd, Ost und West. Die UN entsandte 14.000 Soldaten in diese Gebiete. Die serbisch kontrollierten Teile blieben völkerrechtlich ein Teil Kroatiens. Über ihren endgültigen Status sollte später in Verhandlungen zwischen der kroatischen Regierung und den örtlichen Serben entschieden werden.
Die Waffenstillstandslinie wurde faktisch zu einer Staatsgrenze zwischen Kroatien und der Krajina-Republik, die nur unter größter Gefahr überschritten werden konnte. Die Verhandlungen über die Öffnung der Verkehrswege und eine Rückkehr von Flüchtlingen und Vertriebenen kamen nicht voran, da die serbische Seite nicht bereit war, Vertriebenen die Rückkehr zu gestatten und zusätzlich die Wieder-Anerkennung der Serben als zweites Staatsvolk (statt Minderheit) innerhalb Kroatiens oder die Anerkennung der Republik Serbische Krajina durch Kroatien verlangte. Die damalige Führung der Republik Serbische Krajina sah in der Kontrolle der wichtigsten Verkehrsverbindungen vom nördlichen Kroatien nach Dalmatien durch Gebiete in der Lika und Norddalmatien und nach Slawonien durch das von ihr kontrollierte Gebiet in Westslawonien ihr Hauptdruckmittel in dieser Frage gegenüber der kroatischen Regierung.
Im Juni 1992 kam es trotz UN-Präsenz zum erneuten Ausbruch der Kämpfe und auch im folgenden Jahr setzten sich die teilweise schweren bewaffneten Auseinandersetzungen fort.

### Eroberung und Wiedereingliederung durch Kroatien

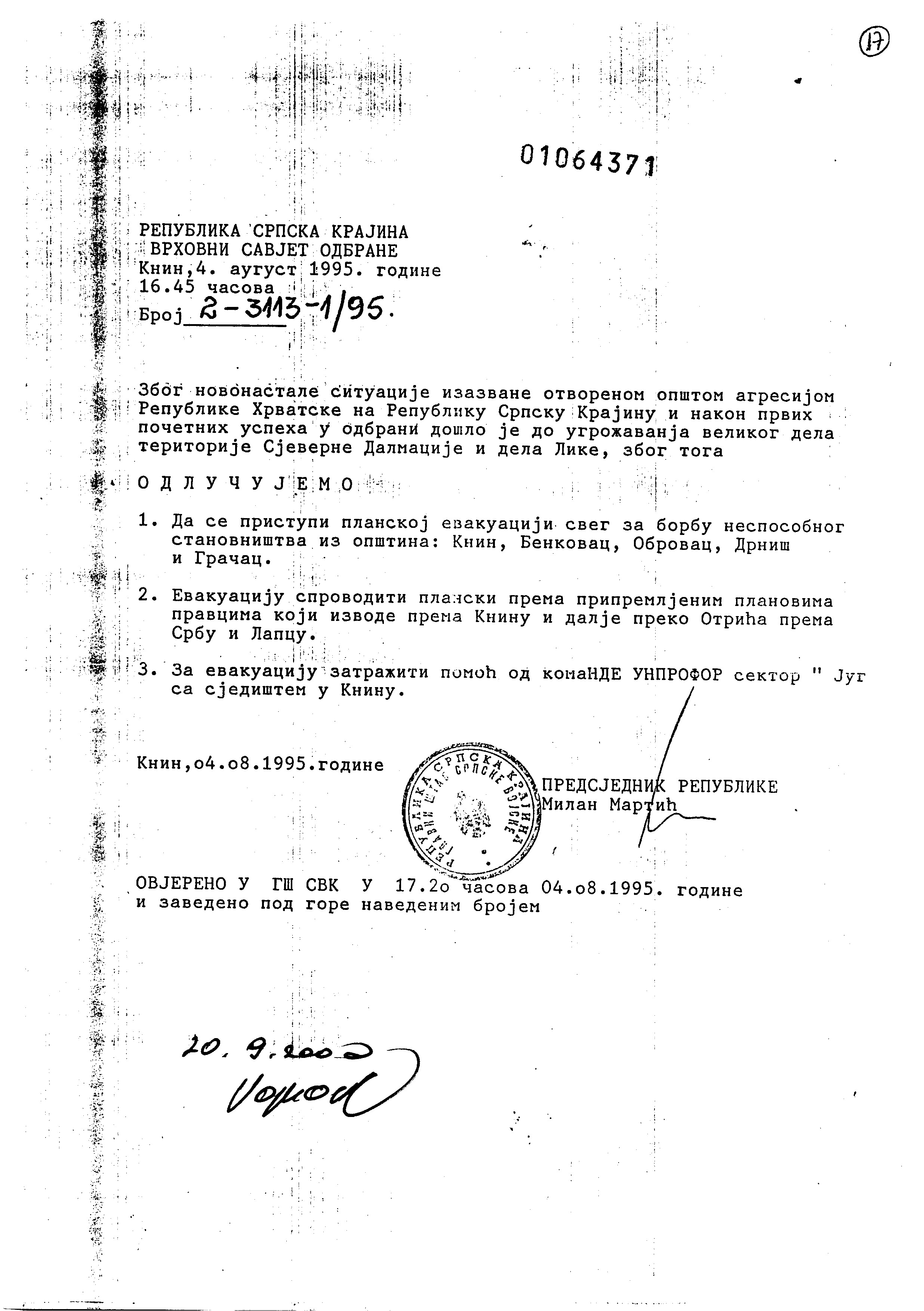
Beschluss zur Evakuierung der serbischen Bevölkerung aus den Gebieten der RSK durch den Verteidigungsrat der Republik Serbische Krajina (gezeichnet durch Milan Martić) vom 4. August 1995

Anfang 1995 wurde der Z4-Plan, ein Vorschlag über eine friedliche Wiedereingliederung der Republika Srpska Krajina in den kroatischen Staat unter Garantien weit reichender Autonomie nahe der Souveränität, vorgelegt. Von den Krajina-Serben wurde dies abgelehnt und stattdessen eine Vereinigung mit der Republika Srpska und Serbien angestrebt. In der Folge wuchs die Bereitschaft westlicher Staaten, die kroatische Seite bei der Rückeroberung ihres Staatsgebietes zu unterstützen.
Im Frühjahr 1995 wurde durch ein Abkommen zwischen der kroatischen Regierung und der Republik Serbische Krajina die durch das serbisch kontrollierte Westslawonien führende Autobahn zwischen Zagreb und Slawonien provisorisch wiedereröffnet. Immer wiederkehrende Übergriffe auf Reisende nahm Kroatien offiziell zum Anlass, das von der Republik Serbische Krajina kontrollierte Territorium in Westslawonien im Mai 1995 durch die Militäroperation Bljesak („Blitz“) zurückzuerobern. Als Vergeltung auf den Angriff der Kroaten ließ der damalige Präsident und Oberkommandierende der RSK, Milan Martić am 2. und 3. Mai 1995 zwei militärisch sinnlose Raketenangriffe auf das Stadtzentrum von Zagreb durchführen, die 7 Tote und 214 Verletzte unter der Zivilbevölkerung forderten. Beide Ereignisse wurden vom UN-Sicherheitsrat auf das Schärfste verurteilt. Unter anderem wegen dieses Angriffes wurde er am 12. Juni 2007 vom ICTY zu 35 Jahren Haft verurteilt.
Nach Bekanntwerden des Völkermordes in Srebrenica eroberte die kroatische Armee in der Operation Sommer '95 Ende Juli 1995 weitere Gebiete in Südbosnien und hatte damit den südlichen Teil der unter serbischen Herrschaft stehenden Krajina von drei Seiten umzingelt. Daraufhin erklärte bei den Verhandlungen über den Z4-Plan in Genf am 3. August der Ministerpräsident der Serbischen Republik Krajina, Milan Babić gegenüber Peter W. Galbraith, dem US-Botschafter in Kroatien, dass er den Z4-Plan annehmen würde. Diese Erklärung wurde von Kroatien nicht akzeptiert, da Milan Martić sich geweigert hatte, den Plan überhaupt entgegenzunehmen.
Am 4. August 1995 startete die kroatische Armee die Operation Oluja, eine Großoffensive gegen die Republik Serbische Krajina, die innerhalb weniger Tage eingenommen wurde. Am gleichen Tag verbreitete der kroatische Rundfunk eine Erklärung Tuđmans, in welcher die serbische Bevölkerung, die sich nicht an dem Aufstand beteiligt habe, aufgerufen wurde, ruhig in ihren Häusern auf die kroatischen Behörden zu warten, ohne Furcht um Leben und Eigentum. Ihnen würden alle Bürgerrechte und Wahlen zur örtlichen Selbstverwaltung zugestanden. Gleichzeitig wurde stündlich verkündet, dass zwei sichere Korridore nach Bosnien offen seien für die, die das Land verlassen wollten. Die politische Führung der Krajina-Serben hatte angesichts der sich abzeichnenden Niederlage und zum Schutz der Bevölkerung die Evakuierung angeordnet. Geschätzt 150.000 bis 200.000 Serben flüchteten aus der Krajina in Richtung Bosnien und Serbien, wobei es von kroatischer Seite zu Racheakten und Kriegsverbrechen kam. Nach Auffassung des ICTY hatte der Beschluss zur Evakuierung wenig bis keinen Einfluss auf den Exodus der Serben, da sich die Bevölkerung zum Zeitpunkt des Evakuierungsbeschlusses bereits auf der Flucht befand. Verbrechen von Seiten der kroatischen Armee und Polizeispezialkräfte sowie die Beschießung einiger Städte hätten zu einer Situation von Bedrohung und Angst geführt, in der die Bevölkerung keine andere Wahl hatte als zu fliehen. Der kroatische Historiker Ivo Goldstein schrieb dazu: „Die Gründe für den serbischen Exodus sind vielschichtig. Einige mussten ihr Heim verlassen, weil sie von der serbischen Armee zur Flucht gezwungen wurden, während andere die Rache der kroatischen Armee fürchteten oder die ihrer ehemaligen kroatischen Nachbarn, welche sie vertrieben und deren Häuser sie meist geplündert hatten (wie sich später zeigte, war diese Angst durchaus nicht unbegründet).“
Der hauptverantwortliche und zeitweise flüchtige General der „Operation Sturm“, Ante Gotovina, wurde am 15. April 2011 vom ICTY wegen Kriegsverbrechen und Verbrechen gegen die Menschlichkeit zu einer Haftstrafe von 24 Jahren verurteilt. Dieses Urteil wurde im November 2012 von der Berufungsinstanz aufgehoben und Gotovina auf freien Fuß gesetzt.

## Bilanz

### Der Krieg in Kroatien aus der Sicht des Abschlussberichtes der UNO-Expertenkommission 1992
„Eine Reihe von Anzeichen deutet darauf hin, dass die politische und militärische Führung des ehemaligen Jugoslawien die Vorbereitungen für ein militärisches Eingreifen in Kroatien im Jahr 1990, möglicherweise auch davor getroffen hatte.“

Weiter steht im Bericht der UNO-Expertenkommission, dass

„die jugoslawische Bundesarmee JNA bei den sich abzeichnenden Unabhängigkeitsbestrebungen ihre Truppenstärke in Kroatien erhöhte. Sowohl in taktischer Hinsicht als auch in ihrer Intensität unterschied sich die Rolle der JNA dramatisch von der Rolle, die sie zuvor bei den Auseinandersetzungen in Slowenien gespielt hatte. Lokale serbische Aufständische wurden direkt mit Waffen und Ausrüstung aus den Beständen der JNA versorgt. Eine spezielle Einheit für psychologische Kriegführung begann, Pläne für Provokationen und ethnische Säuberungen auf lokaler Ebene durch Sondereinheiten auszuführen.“

Die Maximalzielsetzung der JNA war, die kroatischen Unabhängigkeitsbestrebungen militärisch niederzuwerfen und so die Integrität Jugoslawiens zu erhalten oder zumindest (als Minimalziel) das Gebiet der RSK an ein Restjugoslawien einzugliedern.
Gemäß dem Absatz D diese Dokumentes kam es zwischen August 1990 und April 1991 zu „Zwischenfällen mit Bomben und Minen“, sowie Angriffen auf kroatische Polizeikräfte, aus denen regelmäßige Zusammenstöße zwischen kroatischen Einheiten und serbischen Paramilitärs resultierten.

„Bis Mitte Juli 1991 verlegte die JNA schätzungsweise 70.000 Soldaten nach Kroatien, angeblich um einen Puffer zwischen den Fraktionen zu bilden.“

Die Kämpfe eskalierten und umfassten hunderte von Quadratkilometern in Slawonien, der Banovina und Norddalmatien. Die lokalen JNA-Führer waren laut diesem Expertenbericht in Gebieten, die wenig von Serben besiedelt waren, mehrheitlich nicht gewaltorientiert. Die JNA und die serbischen Paramilitärs schworen die serbischen Aufständischen auf Angliederung der RSK mit Restjugoslawien ein.

#### Kriegstaktik der JNA laut Abschlussbericht der UNO-Expertenkommission
Die JNA-Einsätze in Kroatien verliefen in drei Phasen: In der ersten Phase wurden Brücken über größere Flüsse eingenommen und kroatische Polizeieinheiten „neutralisiert“. In der zweiten Phase versuchte die JNA, die Verkehrsverbindungen zwischen der Hauptstadt Zagreb und den Kriegsgebieten zu unterbrechen. In der dritten Phase wurden in den Gebieten, die unter serbischer Kontrolle standen, ethnische Säuberungen an Nicht-Serben durchgeführt.
Nach dem Waffenstillstand im November 1991 zog die JNA mit einem Teil ihrer Waffen aus Kroatien ab und verlegte ihre Einheiten nach Bosnien-Herzegowina.

### Geographische und wirtschaftliche Probleme

#### Die UNTAES-Übergangsverwaltung in Ostslawonien

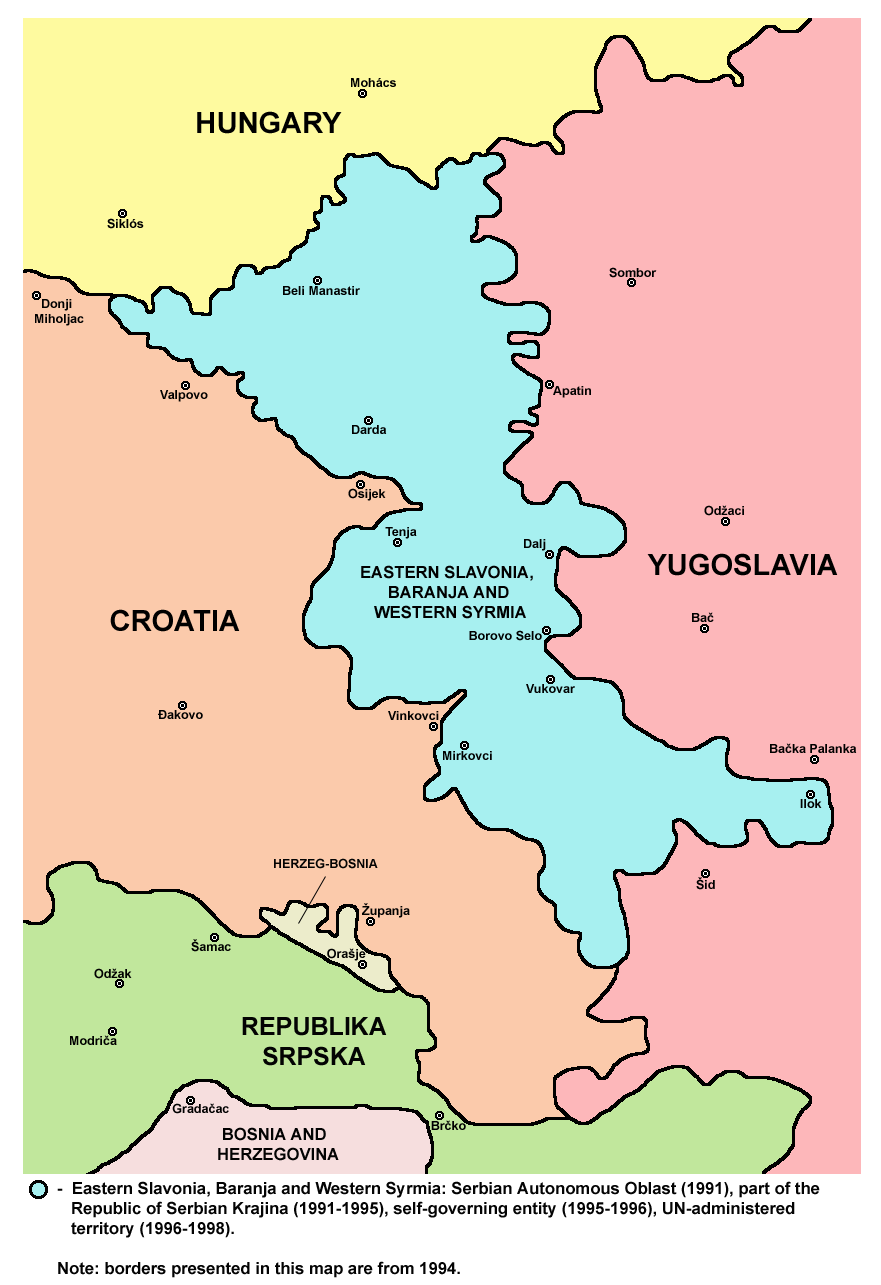
Ostslawonien, Baranja und Westsyrmien mit dem Grenzverlauf von 1994

Von der Republik Serbische Krajina blieb danach nur noch das serbisch kontrollierte Gebiet in Ostslawonien übrig. Dieses wurde im Rahmen eines Abkommens zwischen Kroatien und Serbien auf friedlichem Wege in die Republik Kroatien wiedereingegliedert. Dazu wurde es von 1996 bis 1998 unter eine Übergangsverwaltung der Vereinten Nationen (United Nations Transitional Administration for Eastern Slavonia, Baranja and Western Syrmia/UNTAES) gestellt.

### Demographische Kriegsfolgen und Rückkehr der Flüchtlinge
Wenn man die Volkszählungen von 1991 und 2001 gegenüberstellt, so ergibt sich folgendes Bild:
- 1991 (letzte jugoslawische Volkszählung) lag der Anteil der Bevölkerung serbischer Nationalität in der Republik Kroatien bei ca. 582.000 (12,2 %).
- 2001 waren in Kroatien offiziell noch ca. 201.000 Einwohner serbischer Nationalität (4,5 %) registriert. Viele davon leben aber immer noch im Ausland und haben sich nur in Kroatien wohnhaft gemeldet, um bestehende Eigentumsansprüche zu wahren und die ihnen zustehenden Rentenzahlungen zu sichern, die bis ins Frühjahr 2004 nur innerhalb Kroatiens an die serbischen Rentner ausbezahlt wurden.

Die Reintegration der serbischen Bevölkerung Kroatiens verläuft teilweise noch schleppend. Internationale Organisationen vermerken aber eine zunehmende Verbesserung der Lage. Noch im Jahr 2000 kam es vereinzelt zu Übergriffen auf Rückkehrer. Viele Rückkehrer kämpfen heute noch gegen die Enteignungen ihrer Ländereien, Häuser und Wohnungen. Durch internationale Förderprogramme und Projekte von Seiten der kroatischen Regierung wird der Aufbau oder die Renovierung von Häusern serbischer Rückkehrer finanziert. 2005 startete die kroatische Regierung eine Medienkampagne in den Nachbarstaaten Kroatiens, um für eine Rückkehr zu werben. Insgesamt ist die Situation der serbischen Heimkehrer jedoch schwierig, da teilweise noch immer Ressentiments vorherrschen.
In manchen Gebieten, wie zum Beispiel in der Gegend um Knin, wurden Kroaten aus Bosnien, der Vojvodina und dem Kosovo in den ehemaligen Häusern der serbischen Bevölkerung angesiedelt. Dies führt heute noch immer zu einer prekären Situation im Hinblick auf die Rückgabe enteigneten Eigentums und teilweise gesteigerten Ressentiments gegenüber den serbischen Rückkehrern.
Bis Januar 2005 sind etwa 118.000 Serben nach Kroatien zurückgekehrt. Ein Teil der Serben aus Kroatien hat ihre Häuser und Grundstücke verkauft und wünscht keine Rückkehr. Ein weiterer Teil hat Häuser und Grundstücke mit Kroaten aus der Vojvodina getauscht. Auf diese Weise wurden bisher etwa jeweils 40.000 Personen umgesiedelt.
Den etwa 50.000 direkt am bewaffneten Aufstand beteiligten Serben wurde von der kroatischen Regierung eine generelle Amnestie gewährt, sofern individuell keine direkten Kriegsverbrechen nachgewiesen werden können.
Die Frage der Reparation und Entschädigung wurde im internationalen Rahmen bisher kaum angesprochen oder nur oberflächlich behandelt.

### Kriegsverbrechertribunal
Der ehemalige Präsident der Republik Serbische Krajina, Goran Hadžić, wurde im Mai 2004 wegen Kriegsverbrechen und Verbrechen gegen die Menschlichkeit vom Internationalen Strafgerichtshof für das ehemalige Jugoslawien (ICTY) in Den Haag angeklagt. Er tauchte kurz nach Bekanntwerden der Anklage unter und wurde erst am 20. Juli 2011 verhaftet. Am 12. Juli 2016 verstarb er an einem Gehirntumor, ohne dass zuvor ein Urteil ergehen konnte.
Das ICTY hat am 29. Juni 2004 Milan Babić wegen Verbrechen gegen die Menschlichkeit zu 13 Jahren Haft verurteilt. Der einstige führende Politiker der RSK hatte gestanden, 1991/1992 Menschen anderer Bevölkerungsgruppen aus politischen Gründen verfolgt zu haben. Babić war der Beteiligung an Aktionen angeklagt worden, die darauf abgezielt hatten, Nichtserben von rund einem Drittel des kroatischen Gebietes zu vertreiben. Babić erhängte sich am Abend des 5. März 2006 in seiner Zelle in Den Haag und wurde am 21. März 2006 in Belgrad beigesetzt.
Am 12. Juni 2007 wurde Milan Martić, der letzte Präsident der RSK, vom ICTY im Zusammenhang mit Kriegsverbrechen und Verbrechen gegen die Menschlichkeit in der so genannten „SAO Krajina“, die später in die Republik Serbische Krajina umbenannt wurde, in 16 von 19 Anklagepunkten für schuldig befunden und zu 35 Jahren Haft verurteilt.
Ante Gotovina, der im Dezember 2005 nach langer Flucht festgenommen und dem ICTY übergeben worden war, beteuerte bei seinem ersten Auftritt vor Gericht in Den Haag am 12. Dezember 2005 seine Unschuld im Zusammenhang mit Kriegsverbrechen und Verbrechen gegen die Menschlichkeit, welche unter seinem Kommando geschehen sein sollen. Am 15. April 2011 wurde Ante Gotovina vom Internationalen Strafgerichtshof zu 24 Jahren Gefängnis verurteilt. Auch den mitangeklagten Ex-General Mladen Markač sprach das Gericht schuldig: Er bekam 18 Jahre Haft. General Ivan Čermak wurde dagegen freigesprochen.
Bei der Urteilsverkündung gegen Gotovina, durch die Richter des ICTY, wurde auch Tuđman erwähnt. Einer der Richter betonte: „Der damalige Präsident Franjo Tuđman war der Hauptführer dieser kriminellen Vereinigung“ und „Er wollte die Entvölkerung der Krajina“.
Gegen das Urteil wurde am 16. Mai 2011 Berufung eingelegt.

Am 16. November 2012 wurden Gotovina und Markač von allen Anklagepunkten freigesprochen und aus der Haft entlassen. Die Berufungskammer beschloss einstimmig, dass die Einschätzung der Vorinstanz, Artillerietreffer mehr als 200 Meter entfernt von einem als legitim betrachteten Ziel als Beweis für gesetzwidrige Angriffe auf die Städte in der Krajina anzusehen, nicht zuträfe. Mit Mehrheitsentscheidung wurde festgestellt, dass die Beweise nicht ausreichten, um den von Gotovina und Markač befohlenen Beschuss der Städte als rechtswidrig anzusehen. Da die erstinstanzliche Verurteilung wegen Bildung einer kriminellen Vereinigung zur Vertreibung von Serben aus der Krajina auf der Unrechtmäßigkeit der Artillerieangriffe basiere und die Erstinstanz eine direkte Verwicklung in die Diskriminierungspolitik Kroatiens nicht festgestellt habe, sei auch dieser Schuldspruch aufzuheben.

### Minensituation in den ehemals umkämpften Gebieten

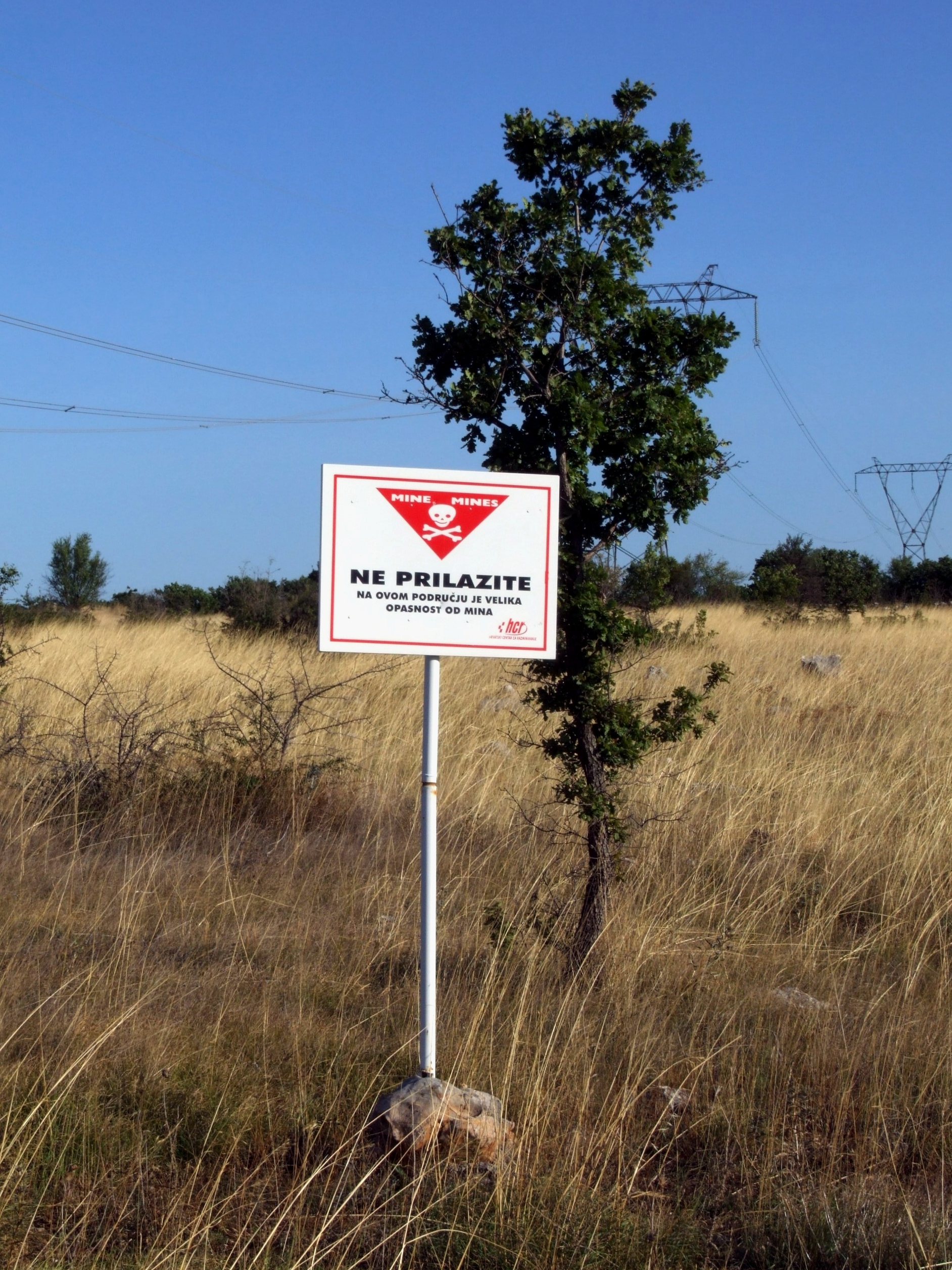
Minen-Warnschild

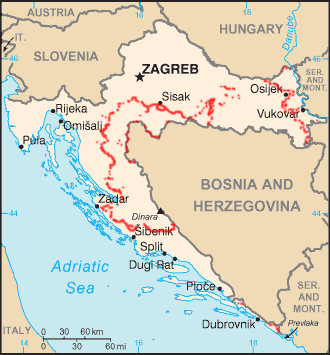
Minensituation in Kroatien 1995

In einigen der bis 1995 umkämpften Gebieten besteht bis heute eine Gefährdung durch Landminen. Dies gilt insbesondere für Teile der damaligen Frontlinien. 2024 wird geschätzt, dass in Kroatien noch etwa 9.800 Minen auf insgesamt 82,7 Quadratkilometern als belastet ausgewiesener Fläche verstreut sind. 2012 hatte diese Zahl noch etwa 90.000 auf 736 Quadratkilometern betragen. Da in der Regel keine Lagepläne über die Minenfelder angelegt wurden, ist die Minenbeseitigung sehr aufwendig. Betroffen sind noch Gebiete in den Gespanschaften Karlovac, Lika-Senj, Sisak-Moslavina und Split-Dalmatien. Seit 2012 wurden die restlichen Minenfelder in den Gespanschaften Brod-Posavina (2018), Dubrovnik-Neretva (2014), Osijek-Baranja (2023), Požega-Slawonien (2022), Šibenik-Knin (2023), Virovitica-Podravina (2014), Vukovar-Syrmien (2016) und Zadar (2021) geräumt.

## Politik
Trotz der kurzen Existenz der RSK gab es zwischen 1991 und 1995 eine Vielzahl selbsternannter bzw. in von Belgrad kontrollierten Wahlen bestimmter Präsidenten bzw. Regierungschefs.

### Liste der Präsidenten der RSK
- Milan Babić, Präsident (19. Dezember 1991 bis 16. Februar 1992)
- Mile Paspalj, Interims-Präsident (16. Februar 1992 bis 26. Februar 1992)
- Goran Hadžić, Präsident (26. Februar 1992[37] bis 25. Januar 1994)
- Milan Martić, Präsident (25. Januar 1994 bis 7. August 1995)

### Liste der Regierungschefs der RSK
- Milan Babić, Premierminister (30. April 1991 bis 19. Dezember 1991)
- Dusan Vjestica, Premierminister (19. Dezember 1991 bis 26. Februar 1992)
- Zdravko Zecević, Premierminister (26. Februar 1992 bis 21. April 1993)
- Djordje Bjegović, Premierminister (21. April 1993 bis 17. März 1994)
- Borislav Mikelić, Premierminister (17. März 1994 bis 27. Juli 1995)
- Milan Babić, Premierminister (27. Juli 1995 bis 7. August 1995)

### Liste der UNTAES-Verwalter
- Jacques Paul Klein (USA) (17. Januar 1996 bis 1. August 1997)
- William G. Walker (USA) (1. August 1997 bis 15. Januar 1998)